# شهرستان ماو
شهرستان ماو (به لاتین: Mao County) یک منطقهٔ مسکونی در چین است که در ولایت خودمختار نگاوا تبتی و کیانگ واقع شده‌است. شهرستان ماو ۳٬۹۰۳ کیلومتر مربع مساحت و ۱۰۶٬۷۰۰ نفر جمعیت دارد.